# Іль-дю-Ролан
Іль-дю-Ролан — острів в Індійському океані, розташований біля північно-західної околиці острова Гранд-Тер на островах Кергелен. Він утворює разом з островом Кроя та сусідніми островами Терней сукупність Хмарних островів.

## Назва
Острів носить назву (але з однією літерою "л") човна Le Rolland яким командував Ів-Жозеф де Кергелен де Тремарек, під час його другої експедиції в 1773 році. .

## Історія
Острів має довжину близько чотирьох кілометрів з півночі на південь і два кілометри в ширину з двома дуже чіткими вершинами, найвищою з яких є Пік Шарко з висотою 500 метрів.